# Ростислав (Девятов)
Митрополит Ростислав (в миру Сергей Николаевич Девятов; 27 января 1963, Кимры, Калининская область) — епископ Русской православной церкви, митрополит Томский и Асиновский.
Тезоименитство — 14 марта (благоверного князя Ростислава Киевского).

## Биография
Родился 27 января 1963 года в семье рабочих в городе Кимры Тверской области.
В 1980 году окончил среднюю школу и поступил в Московское строительное техническое училище, по окончании которого работал в ремонтно-строительном управлении.
В 1981—1983 годы служил в рядах Советской Армии.
После демобилизации был келейником и иподиаконом митрополита Тверского и Кашинского Алексия (Коноплёва).
В 1985 году поступил в Московскую духовную семинарию, которую окончил в 1988 году. В 1992 году окончил Московскую духовную академию и был назначен преподавателем духовной семинарии.
9 марта 1987 года принял монашеский постриг в Троице-Сергиевой лавре с именем Ростислав в честь благоверного князя Ростислава Мстиславича. В том же году 28 марта был рукоположен во иеродиакона, а 28 мая — во иеромонаха.

### Архиерейство
1-2 ноября 1993 года решением Священного Синода РПЦ был избран епископом Магаданским и Чукотским
21 ноября 1993 года был возведён в сан архимандрита.
28 ноября 1993 года в Богоявленском соборе Москвы хиротонисан во епископа Магаданского и Чукотского.
Среди его многочисленных забот о благоустройстве епархии были подготовка и рукоположение новых священнослужителей, открытие приходов, воскресных школ, строительство приходских храмов. Для скорейшего восстановления молитвенной жизни под временные храмы приспосабливались частные дома, общественные помещения.
С 17 июля 1997 по 29 марта 1998 года временно управлял Петропавловской и Камчатской епархией.
С 29 декабря 1998 года — епископ Томский и Асиновский. Прибыл в Томск 18 января 1999 года.
16 февраля 1999 года назначен ректором Томской духовной семинарии.
В феврале 2003 года награждён орденом преподобного Сергия Радонежского II степени.
29 февраля 2004 года патриархом Московским и всея Руси Алексием II был возведён в сан архиепископа
С 2011 года под руководством митрополита Ростислава предпринимаются попытки возвращения зданий бывшего Томского высшего военного командного училища связи и зданий Томского военно-медицинского института. До настоящего времени здания не возвращены Церкви, находятся в аварийном состоянии и постепенно разрушаются
24 марта 2013 года в кафедральном соборном Храме Христа Спасителя в связи с образованием Томской митрополии, возведён в сан митрополита.
В апреле 2013 года митрополит озвучил идею создания в Томске православной духовной академии.
19 февраля 2016 митрополит Ростислав удостоен премии «Человек года» в Томском районе Томской области.
21 февраля при участии митрополита состоялось подписание соглашения о сотрудничестве с Управлением Федеральной службы судебных приставов по Томской области
В мае 2017 года митрополит Ростислав заявил о возможности генетической экспертизы останков местночтимого святого старца Феодора Томского
16 июля 2020 года освобождён от должности ректора Томской духовной семинарии с благодарностью за понесенные труды.
25 августа 2020 годна назначен временно исполняющим обязанности членом Высшего церковного суда.
Решением Священного Синода от 24 марта 2022 г. (журнал № 12) поручено временное управление Колпашевской епархией.

## Награды
- Медаль ордена «За заслуги перед Отечеством» II степени (28 ноября 2018) — за заслуги в сохранении и развитии духовных и культурных традиций[13]
- Орден преподобного Серафима Саровского
- орден преподобного Сергия Радонежского II степени (13 мая 2003) — в связи с 40-летием со дня рождения[14]
- Орден святителя Иннокентия Московского II степени (27 января 2013)[15]
- Почётная грамота Томской области (1 ноября 2013)[16]

## Публикации
- Третий ректор Томской духовной семинарии — архимандрит Варфоломей (Медведев) // Томские епархиальные ведомости. — Томск, 2008. — № 7 (126).
- Предыстория создания и начало становления Томской духовной семинарии // Духовное образование в Сибири: История и современность. Материалы конференции. Томск. 4 октября 2008 г. — Томск, 2009. — С. 12-44.
- Жизнь и деятельность четвертого ректора Томской духовной семинарии архимандрита (впоследствии епископа) Акакия (Заклинского) // Труды Томской духовной семинарии. — 2012. — Т. 1. — С. 5-49.
- Пятый ректор Томской духовной семинарии архимандрит (позднее епископ) Никанор (Надеждин): исторический портрет // Труды Томской духовной семинарии. — 2013. — Сб. 2. — С. 7-56.
- Жизненный путь и пед. деятельность митрополита Никифора (Асташевского Н. П.) // Труды Томской духовной семинарии. — 2013. — Сб. 2. — С. 57-74.
- История построения зданий Томской духовной семинарии // Труды Томской духовной семинарии. Сборник третий. — Томск: Издательство Томской духовной семинарии, 2015. — С. 5—101.
- Жизненный путь схимонаха Кирилла (Доброленского Ф. Л.): Материалы к «Биографическому словарю» // Труды Томской духовной семинарии. Сборник третий. — Томск, 2015. — С. 102—147;
- Отчеты о ревизиях Барнаульского духовного училища как источник по истории учебного заведения // Труды Томской духовной семинарии. Сборник третий. — Томск: Издательство Томской духовной семинарии, 2015. — С. 431—432.
- Биографический словарь преподавателей и наставников Томской духовной семинарии (1858—1920). — Томск: Издательство Томской духовной семинарии, 2018. — 352 с.
- Быть хорошими послушниками // Мы все были у него в сердце: воспоминания об архимандрите Кирилле (Павлове): [посвящается 100-летию со дня рождения]. — Сергиев Посад: Свято-Троицкая Сергиева лавра, 2019. — C. 28-32.
- Трагические события истории Томской церковно-учительской школы в 1909 г.: (К 110-летию мученической кончины иеромонаха Игнатия (Дверницкого)) // Труды Томской духовной семинарии. 2019. — Сб. 4. — С. 348—394.
- Приветственное слово Высокопреосвящейнешего Ростислава, митрополита Томского и Асиновского // Томский богословский вестник. Теология. Право. Экономика. — 2022. — № 1 (1). — С. 2.